# Escola Superior de Dalarna
A Escola Superior de Dalarna (em sueco:  Högskolan Dalarna; em inglês:  Dalarna University) é uma instituição pública de ensino superior localizada nas cidades de Falun e Borlänge, na província histórica de Dalarna, na parte central da Suécia.

Foi fundada em 1977, aquando da Reforma do Ensino Superior de 1977 (Högskolereformen 1977).

Dispõe de campus em Falun e Borlänge - Campus Falun e Campus Borlänge. 

### Estudantes, professores e funcionários
Tem 14 750 estudantes, dos quais 5 751 a tempo inteiro e 11 277 à distância, incluindo 94 doutorandos, e conta com 791 professores e funcionários (2023).

### Cursos e programas
Oferece 70 programas de estudo e 1071 cursos, em:                                           

- Informática
- Economia, sociedade e turismo
- Desporto e saúde
- Cultura, media e design
- Línguas e literatura
- Tecnologia e engenharia
- Formação de professores
- Saúde, medicina e ação social.

Na modalidade de ensino à distância – online – disponibiliza 40 programas e 400 cursos, frequentados por cerca de 70% dos estudantes desta escola superior (2024). 

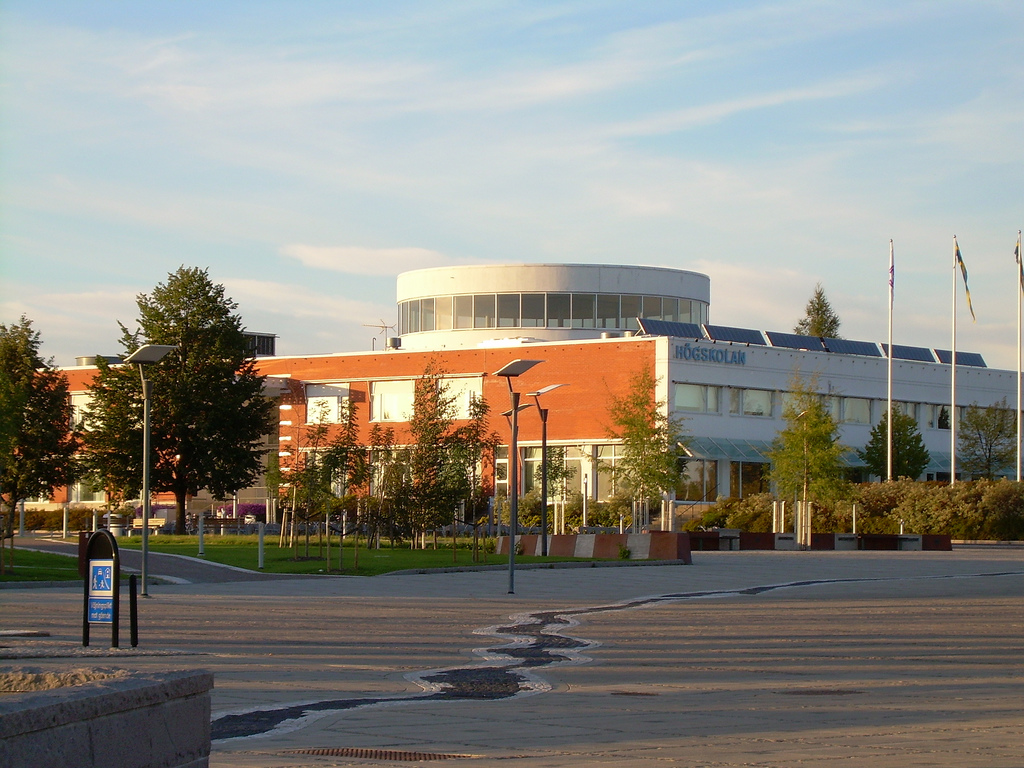
Campus Borlänge
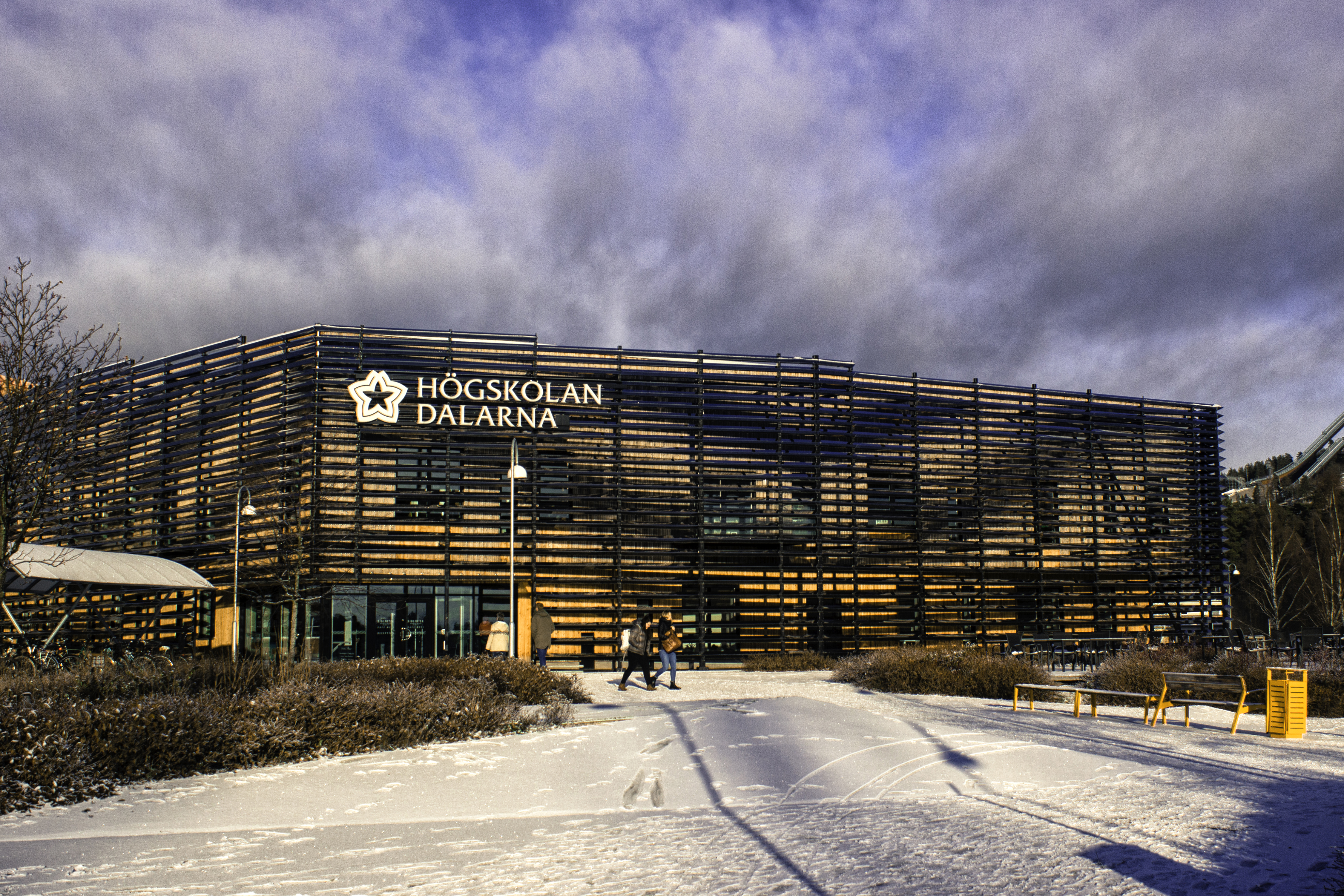
Biblioteca da Universidade de Dalarna